# Calvin Johnson (giocatore di football americano)
Calvin Johnson Jr. (Newnan, 29 settembre 1985) è un ex giocatore di football americano statunitense che ha militato nel ruolo di wide receiver per tutta la carriera con i Detroit Lions della National Football League (NFL).
Fu scelto come secondo assoluto nel Draft NFL 2007. Al college ha giocato a football a Georgia Tech. Nel 2021 è stato introdotto nella Pro Football Hall of Fame.
Johnson possedeva una rara combinazione di stazza, mani, velocità, forza, abilità nei balzi, controllo del corpo e coordinazione mano-occhio. È stato soprannominato "Megatron" dall'ex wide receiver dei Lions Roy Williams ed il soprannome è stato adottato anche dai tifosi..
Johnson detiene il record NFL per yard ricevute in una stagione (1 964 nel 2012). Inoltre ha stabilito i primati per partite consecutive con almeno cento yard ricevute (8) e partite consecutive con 10 o più ricezioni (4). È invece a pari merito con l'Hall of Famer Michael Irvin per partite con almeno cento yard ricevute in una stagione, undici.

## Carriera universitaria
Johnson frequentò il Georgia Institute of Technology, dove giocò per i Georgia Tech Yellow Jackets dell'allenatore Chan Gailey dal 2004 al 2006. Nel corso della sua carriera a Georgia Tech indossò il numero 21, diventando probabilmente il miglior ricevitore dell'istituto di tutti i tempi. Johnson ricevette 178 passaggi per 2 927 yard e 28 touchdown. È al primo posto nella storia degli Yellow Jackets per yard ricevute, secondo in ricezioni, primo in touchdown su ricezione e primo per gare da 100 yard ricevute (13).
Nella sua prima stagione, il 2004, Johnson fu inserito nella formazione ideale della All-Atlantic Coast Conference (ACC). Guidò la sua squadra con 48 ricezioni per 837 yard e sette touchdown, tutti record per un giocatore al primo anno degli Yellow Jackets. Johnson terminò la sua prima stagione contro la Syracuse University nel Champs Sports Bowl, dove segnò un touchdown. Nella sua seconda stagione, Calvin fu inserito nel First-Team All-American. Per il secondo anno consecutivo fu inserito nella formazione ideale della ACC e fu semifinalista del Fred Biletnikoff Award. Ancora una volta guidò la sua squadra con 54 ricezioni per 888 yard e 6 touchdown.

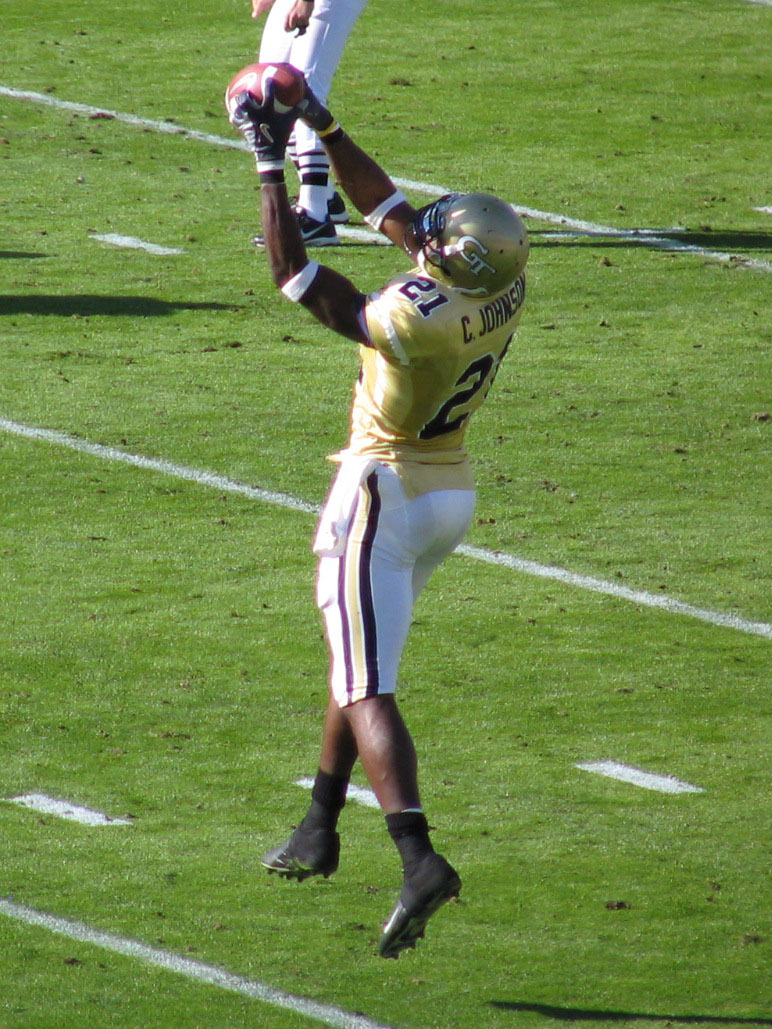
Una ricezione ai tempi del college.

Johnson iniziò la sua terza stagione, quella del 2006, come uno dei principali candidati al *Biletnikoff Award e all'Heisman Trophy. Anche se finì decimo nelle votazioni dell'Heisman, vinse il Biletnikoff come miglior wide receiver universitario. Johnson fu premiato come giocatore dell'anno della ACC, fu inserito nel First-Team All-ACC per il terzo anno consecutivo e fu inserito unanimemente nel First-team All-American. Johnson concluse con 1 202 yard e 76 ricezioni. I suoi 15 touchdown su ricezione furono il nuovo primato stagionale di Georgia Tech. Contro i West Virginia Mountaineers nel Toyota Gator Bowl, Johnson ricevette 186 yard e 2 touchdown.
Premi e riconoscimenti
- First-Team Freshman All-American (2004)
- (2) All-American (2005, 2006)
- (3) First-Team All-Atlantic Coast Conference (2004, 2005, 2006)
- ACC Rookie of the Year
- ACC Player of the Year
- (4) ACC Rookie of the Week
- Miglior Wide Receiver della nazione per IGN.com[6]
- Fred Biletnikoff Award (2006)
- Paul Warfield Trophy (2006)
- 10º posto nelle votazioni dell'Heisman Trophy 2006 - 43 voti totali[7]

## Carriera professionistica

### Detroit Lions

#### 2007
Johnson debuttò nella NFL il 9 settembre 2007 e pur non partendo da titolare impressionò ricevendo 4 passaggi per 70 yard e segnando il suo primo touchdown nella vittoria di Detroit 36–21 sugli Oakland Raiders. Calvin subì un infortunio alla schiena ricevendo un pallone contro due difensori dei Philadelphia Eagles il 23 settembre 2007. Segnò il suo primo touchdown su corsa contro i Tampa Bay Buccaneers il 21 ottobre 2007. L'ex compagno di squadra Roy Williams soprannominò Johnson "Megatron", a causa delle sue grandi mani simili a quelle del Decepticon. Il soprannome fu accolto positivamente dai tifosi. Williams in seguito cambiò il soprannome in "Bolt" come il fenomenale sprinter giamaicano Usain Bolt, paragonando l'altezza e la velocità dei due atleti. Johnson terminò la stagione 2007 con 756 yard e 5 touchdown totali.

#### 2008
Johnson e i Lions incontrarono gli Atlanta Falcons il 7 settembre 2008 nel primo incontro della stagione regolare. Al secondo posto nella graduatoria dei wide receiver della squadra dietro Roy Williams, Johnson ebbe una buona performance guidando la squadra in ricezioni e yard, con 7 prese per 107 yard di cui 38 in una singola giocata nella sconfitta dei Lions 34–21. Il 14 ottobre, Roy Williams fu spedito ai Dallas Cowboys per una scelta del 1º, 3º e 7º giro del Draft NFL 2009, facendo di Johnson il wide receiver titolare dei Lions. Nella sua prima gara dopo la partenza di Roy Williams, contro gli Houston Texans, Johnson ricevette solo due passaggi ma mise a referto ben 154 yard ricevute. Johnson stabilì il record in carriera di ricezioni nella settimana 9 contro i Chicago Bears, con 8 ricezioni per 94 yard ed un touchdown.
I Detroit Lions terminarono, per la prima volta nella storia della NFL, una stagione col record di 0–16 dopo la sconfitta 31–21 coi Green Bay Packers nella settimana 17 ma, nonostante ciò, Johnson chiuse la stagione come uno dei migliori wide receiver della lega a livello statistico, terminando quinto in yard ricevute (1.331), settimo in yard ricevute a partita (83,2) e guidando la lega in touchdown ricevuti (12). Johnson non fu però convocato per il Pro Bowl, cosa che molti esperti attribuirono alla disastrosa stagione dei Lions (fu invece nominato come riserva).

#### 2009

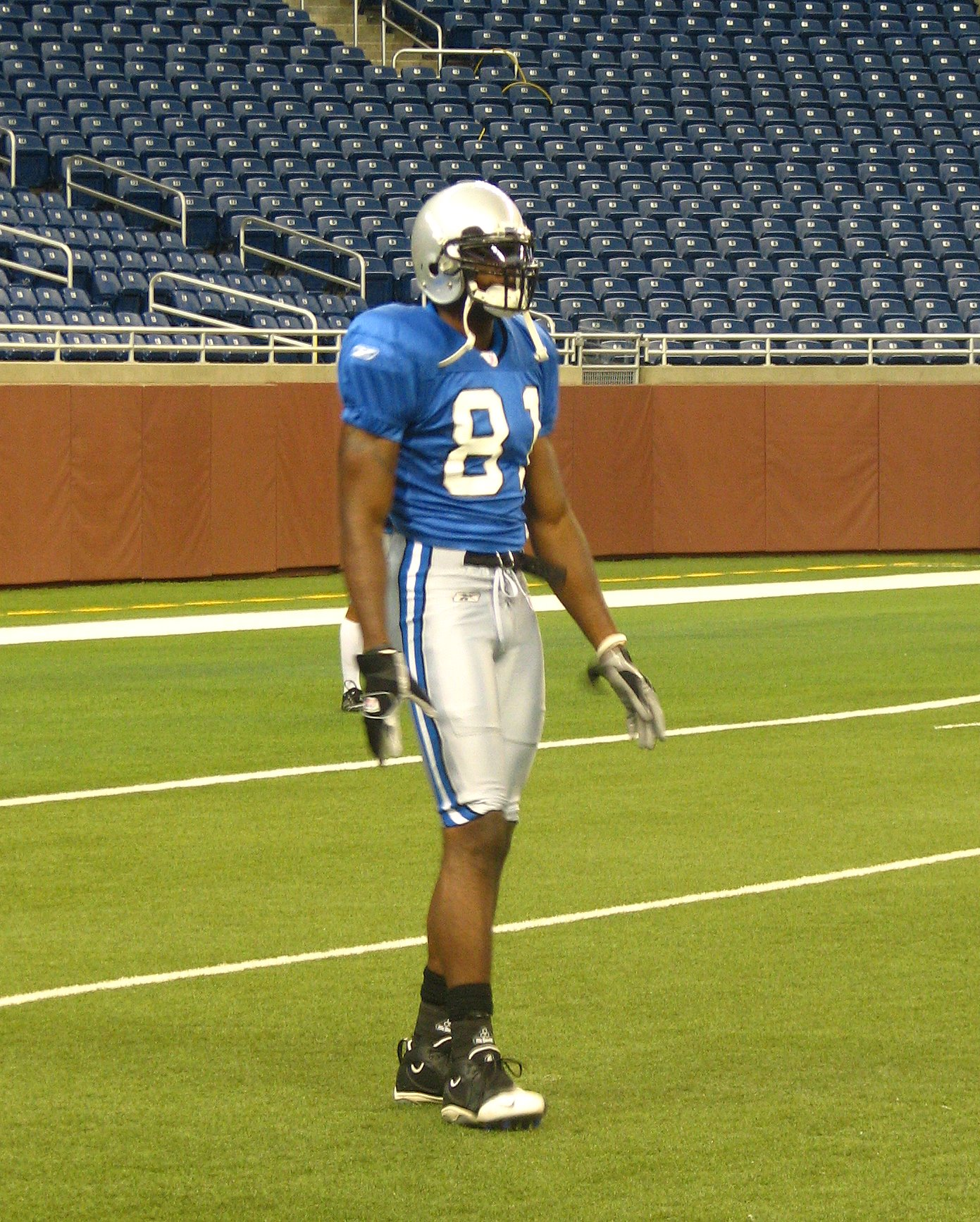
Johnson con l'uniforme da allenamento dei Lions.

Nel 2009 i Lions, col nuovo quarterback Matthew Stafford, iniziarono la stagione con due sconfitte prima di riuscire a vincere la terza partita contro i Redskins, fatto che venne descritto dalla stampa come "la fine dell'incubo". In totale però vinsero solamente due partite in tutta la stagione, mentre Johnson ebbe cifre in netto calo rispetto alla stagione precedente, terminando la stagione 2009 con 67 ricezioni per 984 yard e 5 TD, saltando solamente due partite.

#### 2010
Nella settimana 1 contro i Chicago Bears, Johnson ricevette un passaggio a 31 secondi dalla fine dei tempi regolamentari nella end zone in quello che sembrò il touchdown della vittoria. L'arbitro Gene Steratore, però, classificò la presa come incompleta, dicendo che Johnson non aveva mantenuto il possesso del pallone per tutta la durata della ricezione. I Lions persero la gara 19-14.
Al termine della stagione Johnson totalizzò 77 ricezioni per 1 120 yard e 12 touchdown. Egli fu selezionato per il primo Pro Bowl della sua carriera il 28 dicembre. Dopo la stagione 2010, Johnson fu il vincitore del Media-Friendly Good Guy Award.

#### 2011

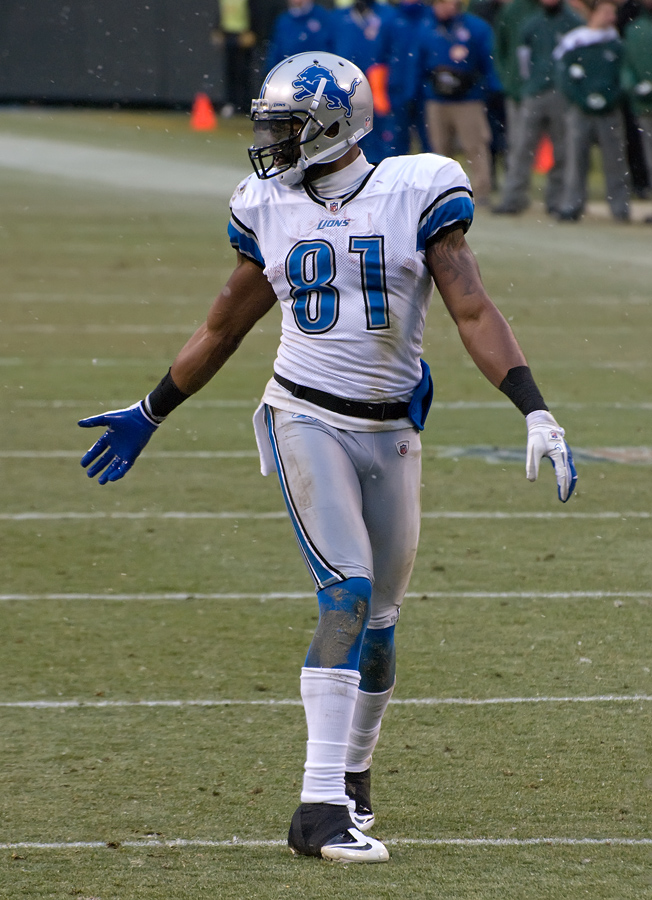
Calvin Johnson, 2012.

Nel 2011 Johnson ebbe la miglior stagione a livello statistico di tutta la carriera fino a quel momento, con i nuovi record personali di 1 681 yard ricevute e 16 touchdown. Nella settimana 4 contro i Dallas Cowboys contribuì alla rimonta dei Lions da uno svantaggio di 24 punti fino alla vittoria 34-30 segnando due touchdown nel quarto periodo. Con questa prestazione Johnson totalizzò 8 touchdown su ricezione nelle prime 4 gare della stagione, pareggiando il record di Cris Carter per il maggior numero di partite consecutive con più di un touchdown su ricezione (4). Johnson ed i Lions si qualificarono ai playoff per la prima volta dal 1999, la prima in carriera di Johnson, battendo 38-10 i San Diego Chargers la vigilia di Natale. Nella partita della settimana 17 contro i Green Bay Packers Johnson stabilì il record l'allora primato in carriera con 244 yard ricevute nella sconfitta 45-41.
A fine anno Megatron fu convocato per il suo secondo Pro Bowl consecutivo, inserito nel First-Team All-Pro e votato al 3º posto nella NFL Top 100, l'annuale classifica dei migliori cento giocatori della stagione.

#### 2012: Record di yard ricevute in una stagione
Il 14 marzo 2012 i Lions prolungarono il contratto di Johnson per una cifra totale record di oltre 130 milioni di dollari in otto anni, cosa che lo rese il wide receiver più pagato della storia, superando Larry Fitzgerald degli Arizona Cardinals. L'accordo incluse 53 milioni di dollari garantiti, di cui 36 compresi alla firma.
Nell'aprile 2012, Johnson vinse il concorso per apparire sulla copertina del videogioco Madden NFL 13, superando nei voti dei partecipanti in finale Cam Newton. La copertina venne presentata per la prima volta il 26 aprile in occasione del Draft NFL 2012, durante il quale Johnson compì un'apparizione speciale, effettuando la chiamata della 23ª scelta assoluta dei Lions, Riley Reiff, al posto del commissioner Roger Goodell.

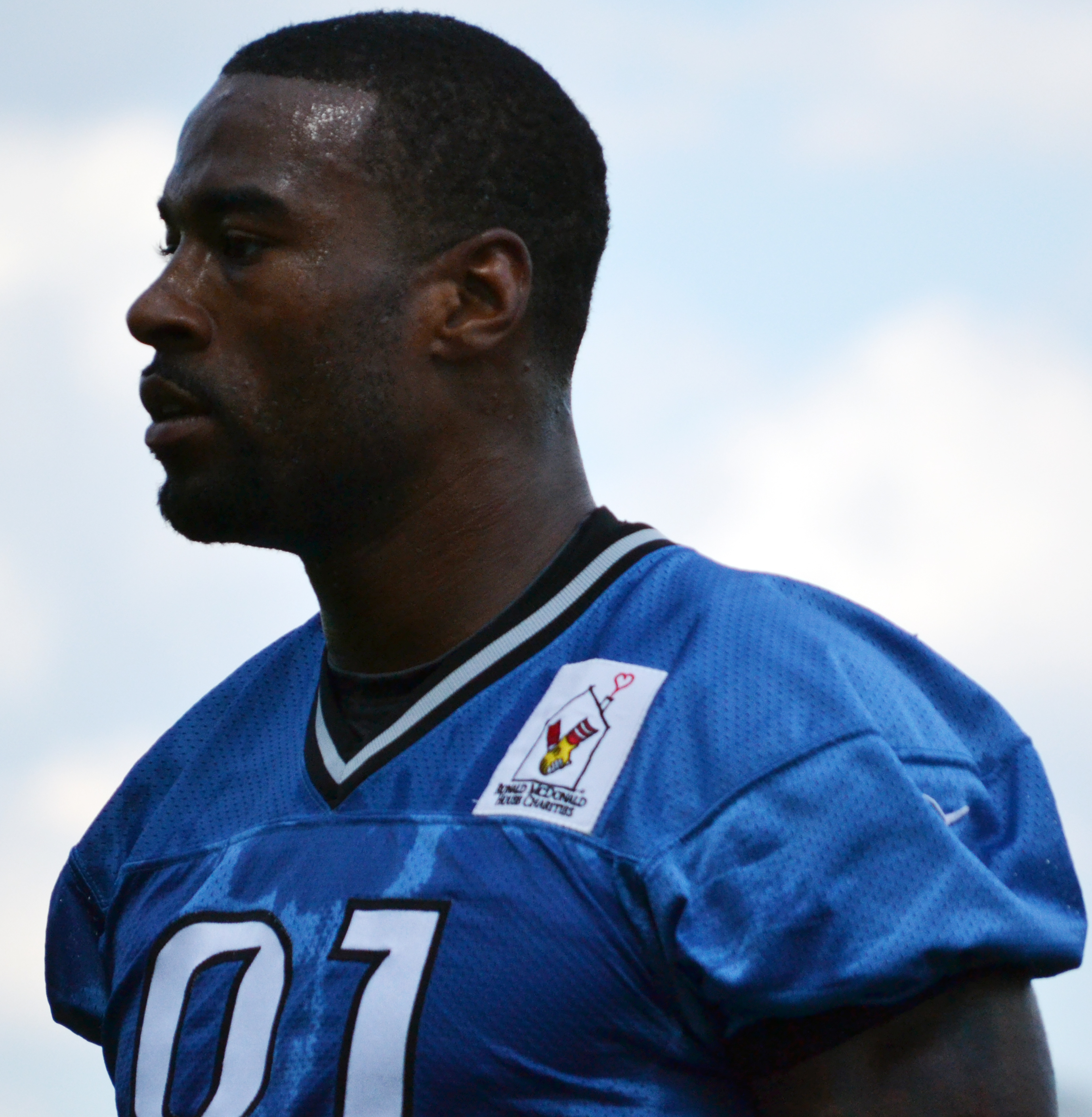
Johnson nel training camp 2012

Il 9 settembre, nella gara di debutto stagionale i Lions faticarono più del previsto per avere ragione dei St. Louis Rams. Johnson concluse la partita con 6 ricezioni per 111 yard. I Lions nel turno successivo furono sconfitti dai San Francisco 49ers; Megatron ricevette 8 passaggi per 94 yard.
Nella settimana 3 i Lions persero ai supplementari contro i Tennessee Titans con Johnson che ricevette 10 passaggi per 164 yard e un touchdown. L'inizio di stagione negativo dei Lions proseguì con la sconfitta nella settimana 4 contro i Minnesota Vikings nella quale Megatron ricevette solo 54 yard, il suo minimo stagionale.
Dopo il turno di pausa i Lions vinsero finalmente la seconda partita stagionale, ai supplementari contro i Philadelphia Eagles: Megatron trascinò Detroit alla rimonta ricevendo 6 passaggi per 135 yard. Nella settimana 8 i Lions vinsero all'ultimo minuto contro i Seattle Seahawks con Johnson che ricevette solo 3 passaggi per 46 yard. I Lions ottennero un risultato positivo nella settimana 9, quando vinsero facilmente contro i Jacksonville Jaguars con Johnson che ricevette 129 yard.
Nella settimana 10, la miglior partita dal punto di vista statistico di Johnson dell'anno, con 207 yard ricevute e un touchdown, non fu sufficiente per battere i Vikings, con Megatron che commise un fumble decisivo nel quarto periodo mentre i Lions erano in rimonta e nei pressi della end zone avversaria. Detroit perse anche nel turno seguente contro i Packers malgrado 143 yard ricevute e il terzo touchdown stagionale del giocatore. In quella partita il giocatore superò per la quarta volta le mille yard ricevute stagionali in carriera.
Nella gara del Giorno del Ringraziamento Johnson e i Lions persero contro gli Houston Texans, la squadra col miglior record della lega, solo ai supplementari, malgrado 140 yard e il quarto touchdown stagionale del wide receiver. Dopo questa gara, Johnson fu premiato come miglior giocatore offensivo del mese di novembre della NFC.
Nella settimana 13 Megatron pareggiò il record NFL con la quinta partita consecutiva da oltre 125 yard ricevute, guadagnandone 170 distribuite su 13 ricezioni (record in carriera) e segnando un touchdown nell'ennesima sconfitta in rimonta della stagione dei Lions contro gli Indianapolis Colts. Altre 118 yard guadagnate da Calvin la domenica successiva non impedirono la quinta sconfitta consecutiva dei Lions, ad opera dei Packers.
Nella settimana 15, Megatron divenne il primo giocatore della storia della NFL a ricevere più di 1 600 yard in due stagioni consecutive e, con 121 yard ricevute, pareggiò il record NFL con la settimana gara consecutiva da oltre cento yard.
La notte di sabato 22 dicembre fu memorabile per Johnson che con 225 yard ricevute contro gli Atlanta Falcons superò il record NFL di Jerry Rice di 1.848 yard ricevute nella stagione 1995, portandolo a 1.892 yard con ancora una gara al termine della stagione. Nella stessa partita, Megatron stabilì anche il primato per il maggior numero di gare consecutive con almeno 100 yard ricevute (8) e pareggiò quello di Michael Irvin di maggior numero di gare da 100 yard ricevute in una stagione (11).
Il 26 dicembre, Johnson fu convocato per il terzo Pro Bowl in carriera. La pessima stagione dei Lions si concluse con una sconfitta contro i Bears, con Johnson che ricevette altre 72 yard portando il record a 1 964 yard stagionali. La sua annata terminò guidando la NFL in ricezioni, yard ricevute e yard medie ricevute a passaggio, ma con soli 5 touchdown, meno di un terzo rispetto al 2011. Il 12 gennaio 2013 fu inserito nel First-Team All-Pro. Alla fine della stagione, Johnson affermò di aver disputato la maggior parte della sua annata da record con tre dita della mano fratturate. Come l'anno precedente, fu posizionato al numero 3 nella classifica dei migliori cento giocatori della stagione.

#### 2013
Johnson segnò i suoi primi due touchdown stagionali nella settimana 2 contro i Cardinals, concludendo con 116 yard ricevute. Nella settimana 3 i Lions vinsero la prima gara della storia della franchigia in casa di Washington, interrompendo una serie di zero vittorie e 21 sconfitte che durava dal 1939, cui Megatron contribuì con 115 yard ricevute e un touchdown. Nel turno successivo segnò un altro touchdown nella vittoria sui Bears, che vennero aggancianti dai Lions in testa alla NFC North. A causa di un infortunio al ginocchio Johnson fu costretto a saltare la gara della settimana seguente contro i Packers, la sua prima assenza dal 2010. Tornò in campo nella settimana 7 contro i Cincinnati Bengals in cui ricevette 155 yard e con due touchdown segnati arrivò a quota sei in stagione, già uno in più della stagione precedente.
In una gara al cardiopalma contro i Cowboys nella settimana 8, vinta dai Lions a dodici secondi dal termine, Megatron sfiorò il record NFL ricevendo ben 329 yard (a sole 7 dal primato di Flipper Anderson del 1989, stabilito però in una gara terminata ai supplementari), distribuite su 14 ricezioni a una media di 23,5 yard l'una, e segnò un touchdown. Per questa prestazione fu premiato come giocatore offensivo della NFC della settimana e tre giorni dopo, per la seconda volta in carriera, come giocatore offensivo della NFC del mese.
Nella settimana 10 i Lions ottennero una importante vittoria in casa dei Bears e Megatron con due touchdown su ricezione superò il record di franchigia di Herman Moore arrivando a quota 63 in carriera. La domenica successiva, nella partita persa contro gli Steelers, Johnson ricevette 179 yard e 2 touchdown, tutto nel primo tempo, mentre nel secondo non ricevette alcun passaggio. Nella settimana 13 Johnson contribuì alla prima vittoria dei Lions nella gara del Giorno del Ringraziamento dal 2003, ricevendo 101 yard (la settima gara stagionale da oltre cento yard) e mettendo a segno un touchdown contro i Packers. Detroit tuttavia collassò nel finale di stagione scivolando dal primo al terzo posto della division e rimanendo fuori dai playoff per il secondo anno consecutivo. Nell'ultima ininfluente partita dell'anno, Johnson non scese in campo per infortunio. La sua stagione si concluse così con 1.492 yard ricevute (terzo nella lega) e 12 touchdown in quattordici presenze, venendo premiato con la quarta convocazione al Pro Bowl e inserito nel First-team All-Pro. Fu inoltre votato al 2º posto nella NFL Top 100 dai suoi colleghi.

#### 2014

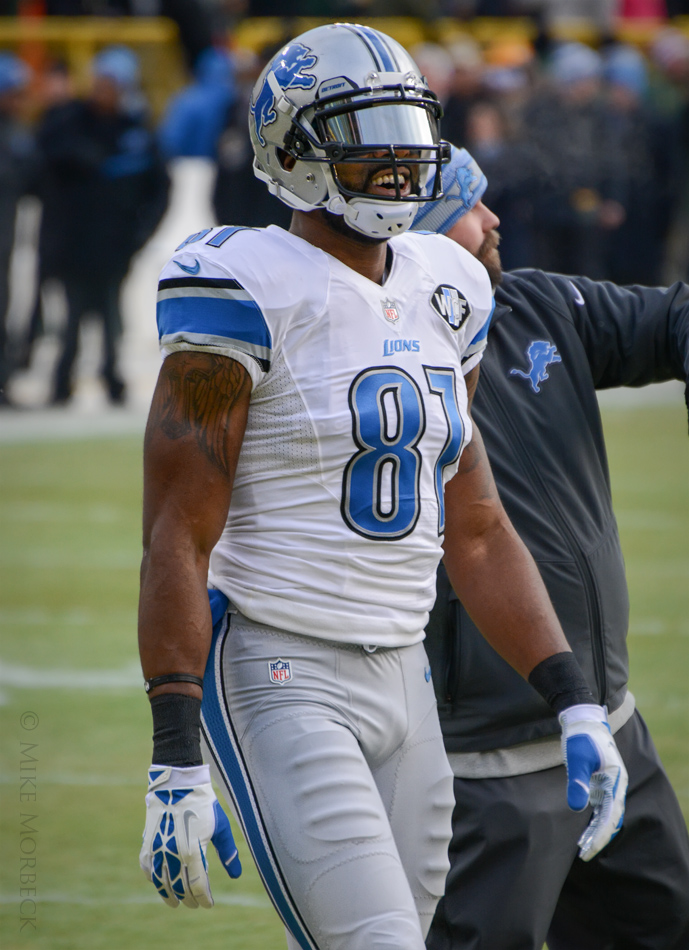
Johnson nel 2014

Nel debutto in panchina del nuovo allenatore Jim Caldwell e per la prima volta affiancato da un secondo ricevitore di livello, il neo-acquisto Golden Tate, Johnson partì subito con 164 yard ricevute e 2 touchdown nella vittoria in casa sui Giants. Nel mese successivo fu però fu pesantemente rallentato dagli infortuni, venendo infine costretto ad uscire dal campo all'inizio della gara della settimana 5 e a saltare tutte le tre successive. Tornò in campo il 9 novembre contro i Dolphins ricevendo 7 passaggi per 113 yard e un touchdown, contribuendo alla quarta vittoria consecutiva dei Lions. Nella sfida del Giorno del Ringraziamento, Megatron divenne il più veloce giocatore della storia a ricevere 10.000 yard in carriera (primato superato nel 2018 da Julio Jones) e fino ad allora l'unico, con Larry Fitzgerald, a riuscirvi sotto i trent'anni. La sua gara terminò con 11 ricezioni (massimo stagionale) per 146 yard e 2 touchdown, entrambi nel primo tempo, nella vittoria interna sui Bears. Andò a segno anche nel turno successivo, nella vittoria interna sui Buccaneers, in cui concluse con 8 ricezioni per 158 yard. Nel penultimo turno, con 103 yard ricevute Johnson si assicurò la quinta stagione consecutiva da mille yard ricevute mentre i Lions si aggiudicarono la matematica partecipazione ai playoff. Sette giorni dopo Detroit fece visita ai Packers con in palio il titolo di division ma fu sconfitta per 30-20 malgrado 2 TD del ricevitore. La sua stagione regolare si con 1.077 yard ricevute e 8 touchdown, venendo convocato per il quinto Pro Bowl in carriera.
Il 4 gennaio 2015, nel primo turno di playoff, Johnson ricevette 5 passaggi per 85 yard ma i Lions, in vantaggio per la quasi totalità della partita, si fecero recuperare nel finale, non riuscendo a vincere la prima gara nella post-season dal 1991.

#### 2015
Il primo touchdown del 2015, Johnson lo segnò nella sconfitta del secondo turno contro i Vikings. Detroit perse tutte le prime cinque gare finché non vinse ai supplementari nella settimana 6 in cui il ricevitore fu decisivo, ricevendo sul finire del primo tempo supplementare un passaggio da 57 yard da Stafford che mise i Lions in posizione utile per segnare con Matt Prater il field goal della vittoria. La sua gara terminò con 166 yard ricevute (la prima volta in stagione che superò quota cento) e un touchdown, venendo premiato come giocatore offensivo della NFC della settimana.
Dopo due sconfitte e la settimana di pausa, i Lions interruppero una striscia di 24 sconfitte consecutive in casa dei Packers, cogliendo la loro prima vittoria al Lambeau Field dal 1991. Johnson chiuse quella gara con 6 ricezioni per 81 yard. Due settimane dopo, nella gara del Ringraziamento, Megatron segnò tre touchdown (quanti ne aveva segnati in precedenza in tutta la stagione) nella netta vittoria sugli Eagles, arrivando a quota 80 in carriera. A fine stagione, Johnson fu convocato per il sesto Pro Bowl in carriera.
L'8 marzo 2016, Johnson annunciò il proprio ritiro dopo nove stagioni.

## Palmarès
- Convocazioni al Pro Bowl: 6

2010, 2011, 2012, 2013, 2014, 2015
- All-Pro: 4

2010, 2011, 2012, 2013
- Leader della NFL in yard ricevute: 2

2011, 2012
- Giocatore offensivo del mese della NFC: 2

novembre 2012, ottobre 2013
- Leader della NFL in touchdown su ricezione: 1

2008
- PFWA All-Rookie Team - 2007
- Formazione ideale della NFL degli anni 2010
- Club delle 10 000 yard ricevute in carriera
- Pro Football Hall of Fame (classe del 2021)

## Statistiche
| Anno | Squadra       | Gare | Gare | Ricezioni | Ricezioni | Ricezioni | Ricezioni | Ricezioni | Corse | Corse | Corse | Corse | Corse | Fumble | Fumble |
| Anno | Squadra       | P    | PT   | Ric       | Yard      | Media     | Max       | TD        | Ten   | Yard  | Media | Max   | TD    | FUM    | Persi  |
| ---- | ------------- | ---- | ---- | --------- | --------- | --------- | --------- | --------- | ----- | ----- | ----- | ----- | ----- | ------ | ------ |
| 2007 | Detroit Lions | 15   | 10   | 48        | 756       | 15,8      | 49        | 4         | 4     | 52    | 13,0  | 32    | 1     | 1      | 0      |
| 2008 | Detroit Lions | 16   | 16   | 78        | 1 331     | 17,1      | 96T       | 12†       | 3     | -1    | -0,3  | 7     | 0     | 3      | 2      |
| 2009 | Detroit Lions | 14   | 14   | 67        | 984       | 14,7      | 75        | 5         | 7     | 73    | 10,4  | 19    | 0     | 3      | 2      |
| 2010 | Detroit Lions | 15   | 15   | 77        | 1 120     | 14,5      | 87        | 12        | 4     | 32    | 8,0   | 15    | 0     | 1      | 0      |
| 2011 | Detroit Lions | 16   | 16   | 96        | 1 681†    | 17,5      | 73        | 16        | 1     | 11    | 11,0  | 11    | 0     | 1      | 1      |
| 2012 | Detroit Lions | 16   | 16   | 122†      | 1 964†    | 16,1†     | 53        | 5         | --    | --    | --    | --    | --    | 3      | 3      |
| 2013 | Detroit Lions | 14   | 14   | 84        | 1 492     | 17,8      | 87        | 12        | --    | --    | --    | --    | --    | 1      | 1      |
| 2014 | Detroit Lions | 13   | 13   | 71        | 1 077     | 15,2      | 67        | 8         | --    | --    | --    | --    | --    | --     | --     |
| 2015 | Detroit Lions | 1    | 1    | 2         | 39        | 19,5      | 28        | 0         | --    | --    | --    | --    | --    | --     | --     |
|      | Totale        | 120  | 115  | 645       | 10 444    | 16,2      | 96T       | 74        | 19    | 167   | 8,8   | 32    | 1     | 13     | 9      |

† Leader della lega
† Record NFL

### Record NFL
- Maggior numero di yard ricevute in una stagione: 1.964 (2012)[75][76]
- Maggior numero di ricezioni in un singolo mese: 49 (dicembre 2012)
- Primo giocatore a segnare almeno 2 touchdown su ricezione in ognuna delle prime quattro gare della stagione (2011)[77]
- Primo giocatore della storia a ricevere più di 1 600 yard in due stagioni consecutive (2011, 2012)
- Maggior numero di stagioni con più di 1 600 yard ricevute (2) - condiviso con Marvin Harrison, Torry Holt e Antonio Brown
- Maggior numero di gare consecutive con almeno 100 yard ricevute (8) (condiviso con Adam Thielen)[78]
- Maggior numero di gare consecutive con almeno 10 ricezioni (4)[75]
- Maggior numero di gare con almeno 100 yard ricevute in una stagione (11)[79] - condiviso con Michael Irvin
- Maggior numero di gare consecutive con almeno 2 touchdown su ricezione (4, condiviso con Cris Carter)
- Maggior numero di yard ricevute in una gara non terminata ai supplementari (329 yard)
- Maggior numero di yard ricevute in cinque gare consecutive (861 yard)
- Maggior numero di gare con almeno 200 yard ricevute (5, condiviso con Lance Alworth)